# Hocine Ledra
Hocine Ledra, né le 9 septembre 1956, est un handballeur algérien. Il a participé au tournoi masculin aux Jeux olympiques d'été de 1984

## Palmarès

### avec l'équipe d'Algérie
Championnats d'Afrique des nations
- Vainqueur du Championnat d'Afrique 1985
- Vainqueur du Championnat d'Afrique 1987

Jeux olympiques
- 12e place aux Jeux olympiques de 1984

Championnats du monde
- 16e place au Championnat du monde 1986